# Камни голода
Камни голода (нем. Hungersteine) — камни с надписями в реках и озёрах Германии и других мест, где жили немцы, которые показываются над водой при засухах, когда водоёмы значительно мелеют. Эти камни уже несколько веков служат своеобразной отметкой экстремального снижения уровня воды в реках при сильных засухах. Засухи вызывали неурожаи, которые раньше непременно приводили к голоду.
Например, в чешском городе Дечин в 1616 году на огромном валуне в реке Эльба была сделана надпись «Если увидишь меня, плачь» (нем. Wenn du mich siehst, dann weine). На нём также высечены инициалы авторов и сказано, что засуха принесла неурожай, высокие цены на продовольствие и голод для бедняков. На камне также отмечены годы уже случившихся и последующих засух: 1417, 1616, 1707, 1746, 1790, 1800, 1811, 1830, 1842, 1868, 1892 и 1893.
Такие камни часто упоминались в газетах как предвестники больших бедствий. Например, в XX веке их находили в 1918 году, во время Первой мировой войны. В недавнее время они показывались из воды в 2018 и 2022 годах.

## Известные камни голода
| Река (озеро)  | Место                                                                          | Описание | Изображения |
| ------------- | ------------------------------------------------------------------------------ | --- | ----------- |
| Эльба         | Дечин, левый берег Эльбы, ниже моста Елизаветы 50°46′57″ с. ш. 14°12′28″ в. д. | Старейшая надпись датирована 1616 годом: «Если увидишь меня, плачь» (нем. Wenn du mich siehst, dann weine). На камне позже также была написана чешская пословица: «Не плачь и не жалуйся девушка, если сухо, то поле поливай» (чеш. Neplač holka, nenaříkej, když je sucho, pole stříkej). |             |
| Эльба         | Техловице возле Дечина                                                         | Камень с датою римскими цифрами: MDCLXVI (1666) |             |
| Эльба         | Техловице возле Дечина 50°42′20″ с. ш. 14°11′50″ в. д.                         | Надписи 1892, 1903, 1904, 1911, 1928, 1963, 2015 годов |             |
| Эльба         | Долни Жлеб, район Дечина 50°50′57″ с. ш. 14°12′58″ в. д.                       | Около десяти камней с отметками 1842, 1868, 1892, 1904 и 2015 годов | Долні Жлеб  |
| Эльба         | Шмилка, у пограничного перехода                                                | |             |
| Эльба         | Бад-Шандау                                                                     | Пять отметок с годами между 1928 и 2015 вытесаны на каменной плите. |             |
| Эльба         | возле Кенигштайна                                                              | 1681 год |             |
| Эльба         | Кенигштайн, левый берег 50°55′12″ с. ш. 14°04′20″ в. д.                        | 1952, 2003, 2015 годы |             |
| Эльба         | Штадт-Велен 50°56′58″ с. ш. 14°01′02″ в. д.                                    | 1868 год |             |
| Эльба         | Пирна                                                                          | Камень, на котором пятнадцать отметок между 1707 и 2015 годами |             |
| Эльба         | Дрезден-Пильниц, у замка Пильниц 51°00′30″ с. ш. 13°52′09″ в. д.               | 1778, 1893, 1904, 2003, 2018 годы |             |
| Эльба         | Дрезден-Лаубегаст 51°01′24″ с. ш. 13°50′29″ в. д.                              | 1893, 1899, 2003, 2015 годы |             |
| Эльба         | Дрезден-Толкевиц 51°02′31″ с. ш. 13°49′04″ в. д.                               | 2016 год |             |
| Эльба         | Дрезден-Блазевиц                                                               | 1930, 1943, 1947, 1950, 1963 годы |             |
| Эльба         | Дрезден-Нойштадт 51°03′19″ с. ш. 13°44′22″ в. д.                               | Правый берег Эльбы, под аркой моста (снято во время жары 2019 года) |             |
| Эльба         | Радебойль 51°06′12″ с. ш. 13°37′22″ в. д.                                      | 1811 |             |
| Эльба         | Майсен                                                                         | По записи Йоганна Фридриха Усинуса, камень с надписью 1654 года нашли в 1746 году |             |
| Эльба         | Торгау                                                                         | |             |
| Эльба         | Шенебек                                                                        | Валун массой 10 тонн |             |
| Эльба         | Шенебек, городской музей (раньше был в речном порту)                           | 1904 год |             |
| Эльба         | Вестергюзен, район Магдебурга 52°03′25″ с. ш. 11°41′10″ в. д.                  | |             |
| Эльба         | Магдебург, Домфельзен 52°07′22″ с. ш. 11°38′12″ в. д.                          | Найден в 2018 году |             |
| Эльба         | Блеккеде                                                                       | Надпись: Geht dieser Stein unter, wird das Leben wieder bunter (Если этот камень уйдёт под воду, жизнь снова станет краше) |             |
| Мозель        | Трабен-Трарбах, левый берег                                                    | |             |
| Озеро Мюндезе | вблизи Ангермюнде                                                              | |             |
| Рейн          | Вормс, на 449,4 километре на левом берегу Рейна                                | Несколько камней с датами от 1857 года до 2009 года |             |
| Везер         | Вблизи Эммерталя, на левом берегу                                              | |             |
| Везер         | Вюргассен, вблизи Беверунгена                                                  | Надписи 1800, 1840, 1842, 1847, 1850, 1857, 1858, 1859, 1865, 1874, 1876, 1881, 1911, 1922, 1934 и 1959 годов |             |